# 第44屆坎城影展
第44屆坎城影展於1991年5月9日至5月20日在法國坎城節慶宮舉辦，開幕片為美國導演大衛·馬密執導的《殺人拼圖》，閉幕片則為美國導演雷利·史考特執導的《末路狂花》，評審團主席則由波蘭/法國導演羅曼·波蘭斯基擔任。

## 評審團
- ／ 羅曼·波蘭斯基：導演。（評審團主席）
- 費里德·布格迪爾（阿拉伯语：فريد بوغدير）：導演。
- 琥碧·戈柏：演員。
- 瑪格麗特·梅內格茲（法语：Margaret Ménégoz）：電影製作人。
- 娜塔莉亞·内哥達（俄语：Негода, Наталья Игоревна）：演員。
- 亞倫·帕克：導演。
- 讓-保羅·拉佩諾（法语：Jean-Paul Rappeneau）：導演、編劇。
- 漢斯·迪特爾·塞德爾：影評人。
- 维托里奥·斯托拉罗：攝影。
- 范吉利斯：配樂。

## 官方單元

### 正式競賽
| 中文片名               | 原文片名                     | 導演                  | 製作國                           |
| ---------------------- | ---------------------------- | --------------------- | -------------------------------- |
| 《殺人拼圖》（開幕片） | Homicide                     | 大衛·馬密             | 美国                             |
| 《暗殺沙皇》           | Цареубийца                   | 卡倫·沙赫納札羅夫     | 苏联                             |
| 《安娜·卡拉曼佐夫》    | Анна Карамазофф              | 魯斯坦·卡達莫夫       | 苏联                             |
| 《巴頓芬克》           | Barton Fink                  | 喬爾·柯恩             | 美国、 英国                      |
| 《美麗壞女人》         | La Belle Noiseuse            | 賈克·希維特           | 法國、 瑞士                      |
| 《畢克斯》             | Bix                          | 普皮·艾瓦帝           | 義大利                           |
| 《冷月》               | Lune froide                  | 派翠克·布許帖         | 法國                             |
| 《雙面薇若妮卡》       | La double vie de Véronique   | 克里斯多夫·奇士勞斯基 | 法國、 波蘭、 挪威               |
| 《歐洲特快車》         | Europa                       | 拉斯·馮·提爾          | 丹麦、 法國、 德国、 瑞典、 瑞士 |
| 《肉慾樂園》           | La carne                     | 馬可·費拉里           | 義大利                           |
| 《真實一瞬間》         | Guilty by Suspicion          | 厄文·溫克勒           | 美国、 法國                      |
| 《叢林熱》             | Jungle Fever                 | 史派克·李             | 美国                             |
| 《邊走邊唱》           | 《邊走邊唱》                 | 陳凱歌                | 中国                             |
| 《瑪麗娜》             | Malina                       | 華納·雪洛特           | 德国、 奥地利                    |
| 《生命之外》           | Hors la vie                  | 馬隆·巴格達帝         | 法國                             |
| 《哈林風暴》           | A Rage in Harlem             | 比爾·杜克             | 美国                             |
| 《鸛鳥踟躕》           | Το Mετέωρο Bήμα Tου Πελαργού | 狄奧·安哲羅普洛斯     | 希腊、 法國、 義大利、 瑞士      |
| 《梵高》               | Van Gogh                     | 莫里斯·皮亞拉         | 法國                             |
| 《沒問題男人》         | Il portaborse                | 丹尼歐里·路查提       | 義大利                           |

## 獎項
- 金棕櫚獎：《巴頓芬克》 - 喬爾·柯恩
- 評審團大獎：《美麗壞女人（法语：La Belle Noiseuse）》 - 賈克·希維特
- 最佳導演獎：喬爾·柯恩 - 《巴頓芬克》
- 評審團獎：
  - 《歐洲特快車》 - 拉斯·馮·提爾
  - 《生命之外（法语：Hors la vie）》 - 馬隆·巴格達帝（法语：Maroun Bagdadi）
- 最佳男演員獎：約翰·特托羅 - 《巴頓芬克》
- 最佳女演員獎：伊蓮·雅各 - 《雙面薇若妮卡》
- 最佳男配角獎：山繆·傑克森 - 《叢林熱》

### 獨立單位獎項
費比西獎
- 正式競賽單元：《雙面薇若妮卡》－克里斯多夫·奇士勞斯基
- 導演雙週單元：《底層生活（英语：Riff-Raff (1991 film)）》－肯·洛區

## 外部連結
- 第44屆坎城影展
- 第44屆坎城影展 （页面存档备份，存于）在網路電影資料庫上的資料。